# Скурковский, Кароль
Кароль Скурковский (1768 — 1851) был польским епископом. Избран епископом Кракова в 1828 году, его избрание было подтверждено в 1829 году, и он был рукоположён в начале 1830 года.
Был сторонником Ноябрьского восстания (1830—1831). После падения восстания он был арестован российским правительством. Ватикан под давлением Москвы вынудил его покинуть Краков; он найдет убежище в Опаве (однако Ватикан не согласился отстранить его от должности). После его смерти в 1851 году нового епископа Кракова не будет до 1879 года.